# Sandsvatn
Sandsvatn är en sjö på ön Sandoy i Färöarna. Den har en area på 0,82 km² och är Färöarnas tredje största naturliga sjö.
Sandsvatn är rik på lax och forell och ett populärt mål för sportfiskare. Vid södra stranden ligger öns största samhälle, Sandur med 599 invånare (2011). Utmed sjöns västra strand går vägen till Skopun, varifrån det går färja till färjehamnen Gamlarætt.